# Matrisrang
Inom linjär algebra definieras rang för en matris A, med koefficienter tillhörande någon kropp K, som det maximala antalet linjärt oberoende kolonner i A,  vilket är ekvivalent med dimensionen av kolonnrummet till A. På samma sätt talar man om radrang som antalet linjärt oberoende rader i A, eller dimensionen av radrummet. Eftersom radrang och kolonnrang alltid sammanfaller behöver man emellertid oftast inte särskilja mellan dessa.

## Alternativa definitioner
Låt A vara en m x n matris, med koefficienter i K. Betraktas A som en linjär avbildning
{\displaystyle A:K^{n}\rightarrow K^{m}} kan rang A definieras som dimensionen hos bildrummet för A.
Detta visar att rang är oberoende av bas. 

## Egenskaper
Från definitionerna ovan fås direkt att om A är en m x n matris, så är rang{\displaystyle A\leq \min(m,n)}. Råder likhet sägs A ha maximal rang. Är m = n, är detta ekvivalent med att A är inverterbar
- Om f är en linjär avbildning, {\displaystyle f:V\rightarrow W} som ges av m x n matrisen A, är f injektiv om och endast om A har rang n och surjektiv om och endast om A har rang m

- Vid sammansättning av avbildningar behöver inte rangen bevaras. Det gäller alltid att rangen av AB är mindre eller lika med det minsta av de två talen rang A och rang B

## Beräkning av rang
Rangen hos en matris kan exempelvis beräknas med hjälp av LU-faktorisering (Gausselimination). Detta leder dock till problem vid flyttalsberäkningar eftersom då koefficienterna inte är exakt kända. Om A då inte har maximal rang, blir resultatet lätt felaktigt. 
För numeriska beräkningar av rang används därför antingen singulärvärdesfaktorisering, som dock är beräkningskrävande, samt QR-faktorisering, som också är mer numeriskt stabilt för rangberäkning än Gausselimination.